# 버터스카치

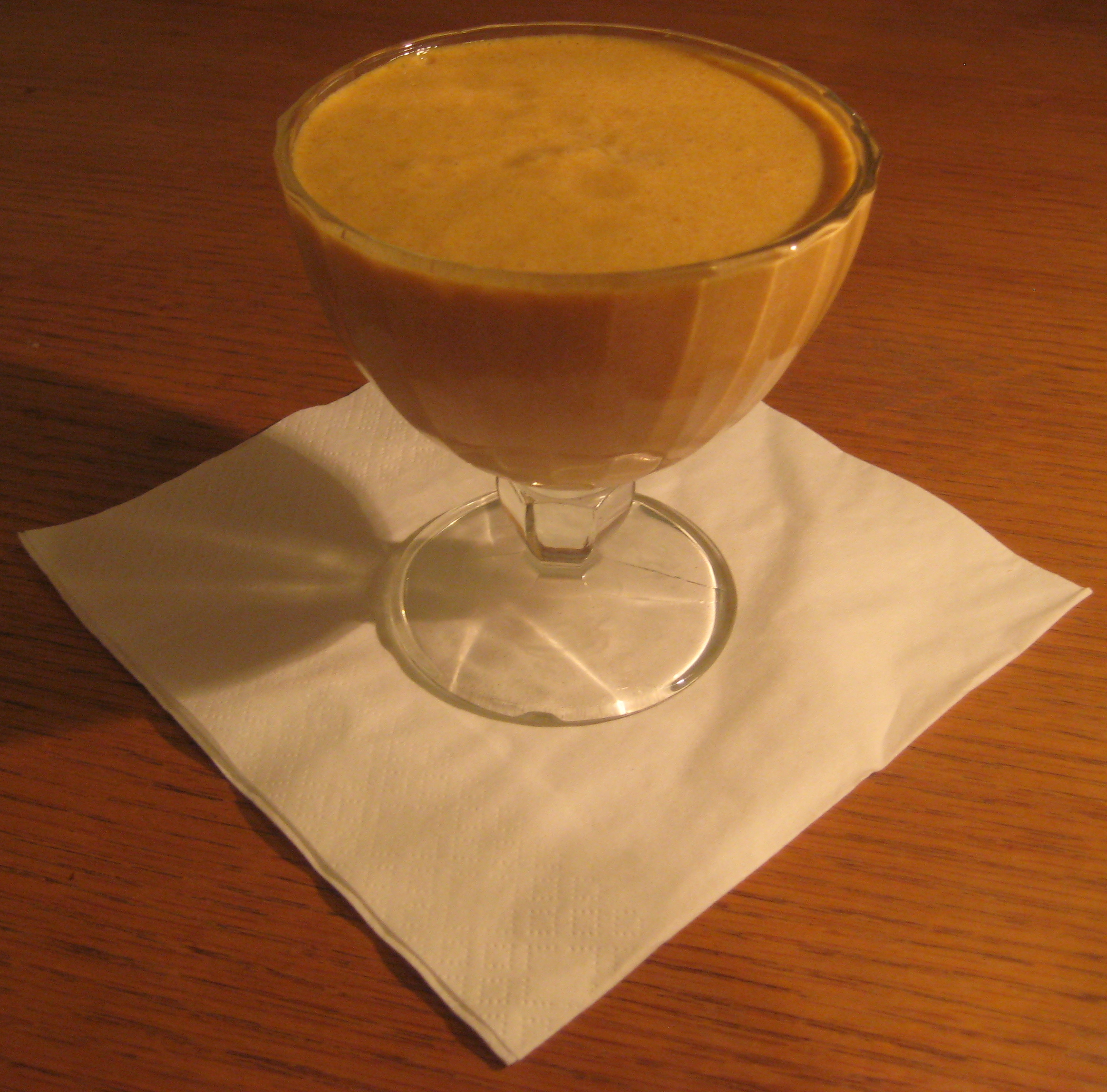
버터스카치

버터스카치(butterscotch)는 황설탕과 버터, 당밀, 크림, 바닐라, 소금 등의 재료로 만드는 과자이다. 1848년 신문의 "주부 코너"에 따르면 버터스카치 제조의 정석은 "버터 1파운드, 설탕 1파운드, 당밀 4분의 1파운드를 함께 끓이는 것"이다.
버터스카치는 토피와 유사하나, 하드크랙 단계까지 끓이는 토피와 달리 소프트크랙 단계까지만 끓인다. 버터스카치 소스로 시럽을 만들기도 하며, 이는 아이스크림(특히 선디) 토핑으로 올라간다.
버터스카치로 사탕이나 디저트를 만들 수도 있다.

## 같이 보기
- 선디
- 파르페